# 無責任でええじゃないかLOVE
- KAMIGATA BOYZ
  - SUPER EIGHT > 無責任でええじゃないかLOVE
  - WEST. > 無責任でええじゃないかLOVE
  - なにわ男子 > 無責任でええじゃないかLOVE

『無責任でええじゃないかLOVE』（むせきにんでええじゃないかラブ）は、KAMIGATA BOYZの楽曲。2024年5月3日にINFINITY RECORDSから配信限定シングルとしてデジタルリリースされ、同年7月28日にはCDシングルとしても発売された。本作をもってデビューを果たした。

## 概要
- 2024年4月29日に結成を発表したSUPER EIGHT・WEST.・なにわ男子のメンバーによる合同ユニット・KAMIGATA BOYZの第1弾シングルである[8][9][10]。
- 本曲は、「なにはともあれ暗い時代に、底抜けに明るく、エイッと脳みそ空っぽにして歌い踊れる西からの贈り物的な一曲」をコンセプトに、各グループを象徴するようなフレーズや「コテコテの関西」を詰め込んだ関西弁の歌詞の楽曲となっている[8][9][10][17]。
- SUPER EIGHTやなにわ男子に楽曲提供の経験があり、SUPER EIGHTと親交の深いヒャダインが本曲の作詞・作曲を手掛けた[18]。
  - ヒャダイン曰く、本曲の「無責任でええじゃないかLOVE」というタイトルはSUPER EIGHTの大倉忠義が考案したものだという[19]。
- 本曲はSUPER EIGHTの自主レーベル・INFINITY RECORDSからリリースされた[17][20][注 1]。
- 本曲のリリース前日である2024年5月2日には「KAMIGATA BOYZが配信限定シングルをリリースする」ということ自体は告知され、本曲のジャケット写真のみが公開されていたものの、楽曲のタイトルや曲調などの詳細は全て秘匿されており、リリースと同時に情報が解禁された[11][12][13][8][9][10]。
- 配信でのリリース後、SNS上でCD化の要望が多数寄せられたことにより、なにわ（728）の日である同年7月28日にCDシングルとしてECサイト『×××××.POP UP STOREオンライン』限定で発売された[14][15][16]。
  - なお、購入申し込みは同年5月20日から6月9日までの期間限定となり、「なにわ（728）」にちなみ、5月20日の午後7時28分（19時28分）からの申し込み開始となった[14][15][16]。
- CDには、表題曲「無責任でええじゃないかLOVE」のミュージック・ビデオに加え、KAMIGATA BOYZが結成した際に公開されたティザー映像や、約50分にわたる前述のMVおよびティザー映像のメイキング映像「Behind the "KAMIGATA BOYZ"」が収録された特典Blu-rayを付属[14][15][16]。
- CDの封入特典として、チェンジングジャケット仕様のソロカードやロゴを使用したステッカーなどを付属[14][15][16]。

## 販売形態
- 発売日：2024年5月3日
  - デジタル・ダウンロード（LCDA-0090）
- 発売日：2024年7月28日[注 2]
  - 通販限定盤（LCNC-0072~0073：CD+Blu-ray）
    - 「ジップ袋」仕様。
    - 「"KAMIGATA BOYZ" Group Shot」（B6サイズ）封入。
    - 「ソロカード」（全19枚、チェンジングJ写仕様）封入。
    - 「ロゴステッカー」封入。

## プロモーション
- 2024年5月2日、翌3日に配信限定シングルとして本曲をリリースしてデビューすることを発表し、デビューシングルのジャケット写真がユニットに参加している各グループの代表メンバーのコメントと共に公開された[11][12][13]。
- 同年5月3日、本曲が配信限定シングルとしてデジタルリリースされ、楽曲タイトルなどの詳細が解禁された[8][9][10]。同日には本曲のMVも公開された[22][23][24]。
- 同年5月16日、本曲を使用したダンスカバー企画「#カミガタダンスチャレンジ」がTikTokで実施された[25]。
- 同年5月20日、本曲をCDシングルとして発売することを発表し、CDに付属のBlu-rayに収録されるメイキング映像「Behind the "KAMIGATA BOYZ"」のティザー映像が公開された[14][15][16]。
- 同年7月28日、本曲がECサイト『×××××.POP UP STOREオンライン』限定でCDシングルとして発売された[14][15][16]。同日には同サイトにて本作の追加販売が開始された[26]。

## ミュージック・ビデオ
- 2024年5月3日にMVが公開された[22][23][24]。
- 本曲の振付は電撃チョモランマ隊のQ-TAROが担当した[27]。
- 同MVは、『東京ラブストーリー』や『寺内貫太郎一家』、『クイズダービー』や『進め!電波少年』といった、トレンディドラマやクイズ番組、体操番組などの様々な昔懐かしい番組をオマージュした世界観で関西色満載の賑やかな作品となっている[22][23][24][28]。
- MVでは各メンバーが昭和や平成を感じる衣装を身にまとい、コミカルでキャッチーな振付のダンスを披露している[22][24]。
- MVの中盤でSUPER EIGHTの丸山隆平と村上信五、WEST.の濵田崇裕、なにわ男子の藤原丈一郎と大橋和也と大西流星が演じる「一発ギャグ選手権」が展開されているが[注 3]、映像のものはMV撮影時にその場で披露した生のギャグをそのまま映像化しているため、配信された音源とは異なる同MVのみのスペシャルバージョンとなっている[22][23][24]。
- クライマックスは、メンバー全員でのコミカルな振付のダンスシーンとなっている[22][24]。
- MVの後半には、3グループと同じ関西出身グループであるAぇ! groupが一瞬だけ出演している[28]。

## チャート成績
- オリコンチャート
  - 初日20,428ダウンロードを記録し、2024年5月3日付の「オリコンデイリー デジタルシングル（単曲）ランキング」で初登場1位を獲得した[1]。
  - 初週24,040ダウンロードを記録し、2024年5月13日付の「オリコン週間 デジタルシングル（単曲）ランキング」で週間1位を獲得した[2][3]。
  - 初週15,744ptを記録し、2024年5月13日付の「オリコン週間 合算シングルランキング」で週間27位を獲得した[4]。
- Billboard JAPAN
  - 初週23,737ダウンロードを記録し、2024年5月8日公開の「Billboard Japan Download Songs」で週間1位を獲得した[5][6]。
  - 初週4,155ptを記録し、2024年5月8日公開の「Billboard Japan Hot 100」で週間19位を獲得した[7]。

## 収録曲

### CD
1. 無責任でええじゃないかLOVE - [3:53]
作詞・作曲：前山田健一
編曲：大西省吾
  - ヒャダインからの楽曲提供[18]。
  - 2024年5月3日に同曲のMVが公開された[22][23][24]。

### 特典映像（通販限定盤）
| #         | タイトル                                     | 作詞  | 作曲・編曲 | 時間  |
| --------- | -------------------------------------------- | ----- | ---------- | ----- |
| 1.        | 「無責任でええじゃないかLOVE」(Music Clip)   |       |            | 4:00  |
| 2.        | 「THIS IS "KAMIGATA BOYZ"」(Official Teaser) |       |            | 1:00  |
| 3.        | 「Behind the "KAMIGATA BOYZ"」               |       |            | 50:00 |
| 合計時間: | 合計時間:                                    | 55:00 |            |       |